# Neide Van-Dúnem
Neide Núria de Sousa Van-Dúnem Vieira (Luanda, 4 de Julho de 1986), mais conhecida como Neide Van-Dúnem, é uma cantora, compositora, e atriz Angolana.Destaca-se pelo seu no filme da netflix santana aonde interpreta Célia, e na peça Elas não precisam de Homens onde interpreta Sofia. Neide deu início à sua carreira artística no teatro de Luanda durante o ano de 2003 com apenas 17 anos, e teve a sua estreia em televisão na mini-série "Sede de Viver" um ano mais tarde. A sua carreira musical começou oficialmente em 2007 com o lançamento da música "Olá Baby", incluída no álbum de compilação Eu e Elas (vol 1), em dueto com Caló Pascoal.

## Biografia
Neide é a única filha de José António Vieira e Isabel Maria de Fátima de Sousa Van-Dúnem apesar de ter três irmãos e seis irmãs. O seu interesse pela música começou em tenra idade, mas foi como actriz, aos 18 anos, que Neide teve o seu primeiro encontro com a fama. Todavia, a sua estreia no mundo da música aconteceu em 2007 com a música "Olá Baby".

## Discografia
- 2009: Teu Marido Casou/Esta Noite

## Filmografia
| Ano  | Título             | Papel      |  | Observações                        |
| ---- | ------------------ | ---------- |  | ---------------------------------- |
|      |                    |            |  |                                    |
| 2020 | Santana            | Célia Reis |  | Primeiro filme angolano na netflix |
| 2008 | Momentos de Glória |            |  | Curta-metrgem                      |

### Televisão
| Ano  |  | Título                   |  | Papel         |  | Observação     |  |
| ---- |  | ------------------------ |  | ------------- |  | -------------- |  |
| 2019 |  | Hora quente              |  | Pivô          |  | Programa de Tv |  |
| 2019 |  | Dia-a-dia                |  | Pivô          |  | Programa deTv  |  |
| 2001 |  | Entre o crime e a paixão |  | Xinha         |  | Novela         |  |
| 1992 |  | Sede de viver            |  | Anitta bronca |  | Novela         |  |

- Teatro

| Ano  |  | Título                       |  | Papel |  | Observação      |  |
| ---- |  | ---------------------------- |  | ----- |  | --------------- |  |
| 2019 |  | Elas não precisam de homens  |  | Sofia |  | Produtora/Actiz |  |
| 2018 |  | Casamento por impréstimos    |  |       |  |                 |  |
|      |  | Wild Honey                   |  |       |  |                 |  |
|      |  | Titus Andronicus             |  |       |  |                 |  |
|      |  | The Marriage Off Bette & Boo |  |       |  |                 |  |
|      |  | Comedy of Errors             |  |       |  |                 |  |
|      |  | Been So Long                 |  |       |  |                 |  |
|      |  | Three Days Of Rain           |  |       |  |                 |  |
|      |  | The Shape Of Things          |  |       |  |                 |  |